# Thomas Romney Robinson
Pour les articles homonymes, voir Robinson et John Robinson.
Le révérend John Thomas Romney Robinson est un astronome et physicien du XIXe siècle. Il fut le directeur l'Observatoire d'Armagh, l'un des principaux observatoires astronomiques du Royaume-Uni de son époque. Il est également l'inventeur de l'anémomètre à coupoles.

## Biographie
Robinson, né à Dublin le 23 avril 1792, est le fils du portraitiste anglais Thomas Robinson (mort en 1810) et de son épouse Ruth Buck (morte en 1826).  Il a d'abord fait ses études à la Belfast Academy, puis a étudié la théologie au Trinity College de Dublin avec une bourse obtenue en 1814, à l'âge de 22 ans. Pendant quelques années, il a été professeur adjoint de philosophie naturelle au même Collège.
Ayant également été ordonné prêtre anglican, il obtient une position à Enniskillen en 1821, puis à Carrickmacross en 1824. En 1823, il a été aussi nommé astronome à l'Observatoire d'Armagh, tâche combinée à sa vie ecclésiastique. Il a résidé à l'observatoire, où il était engagé dans des recherches liées à l'astronomie et à la physique, jusqu'à sa mort. Au cours des années 1840 et 1850, Robinson fut un visiteur fréquent du télescope le plus puissant du monde de cette époque à Parsonstown, construit par son ami et collègue William Parsons le 3e Comte de Rosse. Robinson participa avec Parsons à l'interprétation du ciel nocturne produites à haute résolution par le télescope de Parsons, en particulier en ce qui concerne les galaxies et les nébuleuses.
Robinson a ainsi publié un certain nombre d'articles dans des revues scientifiques et le catalogue des étoiles d'Armagh. En 1862, il a reçu la médaille royale pour le catalogue d'Armagh de 5345 étoiles répertoriées à l'Observatoire de 1820 à 1854.
Il s'est marié deux fois : d'abord Eliza Isabelle Rambaut (décédée en 1839) et ensuite Lucy Jane Edgeworth (1806–1897), la fille handicapée de Richard Lovell Edgeworth. Sa fille a épousé le physicien George Gabriel Stokes, un visiteur fréquent à la fin de la vie de Robinson. Il est décédé à l'Observatoire d'Armagh le 28 février 1882.

## Honneurs et notoriété

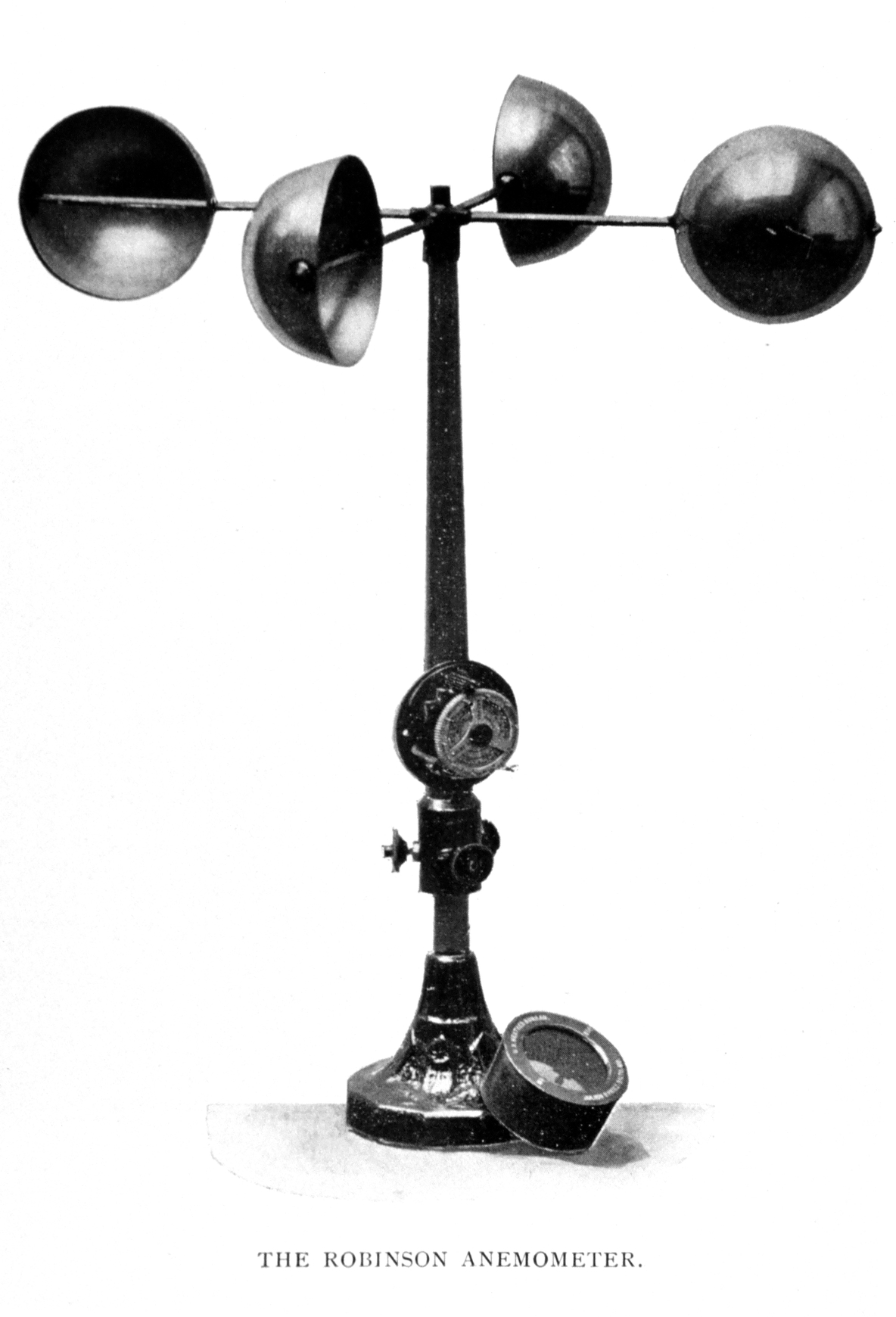
Anémomètre à coupoles

Robinson fut président de l'Académie royale d'Irlande de 1851 à 1856 et a longtemps été un organisateur actif de la British Association for the Advancement of Science. Robinson fut élu Fellow de la Royal Society de Londres en 1856.
Il est cependant surtout connu comme l'inventeur en 1846 de l'anémomètre à coupoles pour enregistrer la vitesse du vent. Robinson était également un ami de Charles Babbage, qui s'est dit redevable de lui avoir rappelé la première fois qu'il avait eu l'idée de la machine à calculer.
Le cratère Robinson sur la Lune fut nommé en son honneur.